# Nuoto ai campionati mondiali di nuoto 2025
Le competizioni di nuoto ai campionati mondiali di nuoto 2025 si sono svolte dal 27 luglio al 3 agosto 2025 presso la World Aquatics Championships Arena di Singapore.
Si sono disputate un totale di 42 gare: 20 maschili, 20 femminili e 2 miste.

## Calendario
| Data           | Ora (UTC+2) | Evento                                            |
| -------------- | ----------- | ------------------------------------------------- |
| 27 luglio 2025 | 04:00       | Batterie 200 m misti femminili                    |
| 27 luglio 2025 | 04:00       | Batterie 400 m stile libero maschili              |
| 27 luglio 2025 | 04:00       | Batterie 100 m farfalla femminili                 |
| 27 luglio 2025 | 04:00       | Batterie 50 m farfalla maschili                   |
| 27 luglio 2025 | 04:00       | Batterie 400 m stile libero femminili             |
| 27 luglio 2025 | 04:00       | Batterie 100 m rana maschili                      |
| 27 luglio 2025 | 04:00       | Batterie staffetta 4x100 m stile libero femminile |
| 27 luglio 2025 | 04:00       | Batterie staffetta 4x100 m stile libero maschile  |
| 27 luglio 2025 | 13:00       | Finale 400 m stile libero maschile                |
| 27 luglio 2025 | 13:00       | Semifinali 100 m farfalla femminili               |
| 27 luglio 2025 | 13:00       | Semifinali 50 m farfalla maschili                 |
| 27 luglio 2025 | 13:00       | Finale 400 m stile libero femminile               |
| 27 luglio 2025 | 13:00       | Semifinali 100 m rana maschili                    |
| 27 luglio 2025 | 13:00       | Semifinali 200 m misti femminili                  |
| 27 luglio 2025 | 13:00       | Finale staffetta 4x100 m stile libero femminile   |
| 27 luglio 2025 | 13:00       | Finale staffetta 4x100 m stile libero maschile    |
| 28 luglio 2025 | 04:00       | Batterie 100 m dorso femminili                    |
| 28 luglio 2025 | 04:00       | Batterie 100 m dorso maschili                     |
| 28 luglio 2025 | 04:00       | Batterie 100 m rana femminili                     |
| 28 luglio 2025 | 04:00       | Batterie 200 m stile libero maschili              |
| 28 luglio 2025 | 04:00       | Batterie 1500 m stile libero femminili            |
| 28 luglio 2025 | 13:00       | Finale 100 m rana maschile                        |
| 28 luglio 2025 | 13:00       | Finale 100 m farfalla femminile                   |
| 28 luglio 2025 | 13:00       | Semifinali 100 m dorso maschili                   |
| 28 luglio 2025 | 13:00       | Semifinali 100 m rana femminili                   |
| 28 luglio 2025 | 13:00       | Finale 50 m farfalla maschile                     |
| 28 luglio 2025 | 13:00       | Semifinali 100 m dorso femminili                  |
| 28 luglio 2025 | 13:00       | Semifinali 200 m stile libero maschili            |
| 28 luglio 2025 | 13:00       | Finale 200 m misti femminile                      |
| 29 luglio 2025 | 04:00       | Batterie 50 m rana maschili                       |
| 29 luglio 2025 | 04:00       | Batterie 200 m stile libero femminili             |
| 29 luglio 2025 | 04:00       | Batterie 200 m farfalla maschili                  |
| 29 luglio 2025 | 04:00       | Batterie 800 m stile libero maschili              |
| 29 luglio 2025 | 13:00       | Finale 200 m stile libero maschile                |
| 29 luglio 2025 | 13:00       | Finale 1500 m stile libero femminile              |
| 29 luglio 2025 | 13:00       | Semifinali 50 m rana maschili                     |
| 29 luglio 2025 | 13:00       | Finale 100 m dorso femminile                      |
| 29 luglio 2025 | 13:00       | Finale 100 m dorso maschile                       |
| 29 luglio 2025 | 13:00       | Semifinali 200 m stile libero femminili           |
| 29 luglio 2025 | 13:00       | Semifinali 200 m farfalla maschili                |
| 29 luglio 2025 | 13:00       | Finale 100 m rana femminile                       |
| 30 luglio 2025 | 04:00       | Batterie 50 m dorso femminili                     |
| 30 luglio 2025 | 04:00       | Batterie 100 m stile libero maschili              |
| 30 luglio 2025 | 04:00       | Batterie 200 m misti maschili                     |
| 30 luglio 2025 | 04:00       | Batterie 200 m farfalla femminili                 |
| 30 luglio 2025 | 04:00       | Batterie staffetta 4x100 m misti mista            |
| 30 luglio 2025 | 13:00       | Finale 800 m stile libero maschile                |
| 30 luglio 2025 | 13:00       | Finale 200 m stile libero femminile               |
| 30 luglio 2025 | 13:00       | Semifinali 100 m stile libero maschili            |
| 30 luglio 2025 | 13:00       | Semifinali 50 m dorso femminili                   |
| 30 luglio 2025 | 13:00       | Finale 200 m farfalla maschile                    |
| 30 luglio 2025 | 13:00       | Finale 50 m rana maschile                         |
| 30 luglio 2025 | 13:00       | Semifinali 200 m farfalla femminili               |
| 30 luglio 2025 | 13:00       | Semifinali 200 m misti maschili                   |
| 30 luglio 2025 | 13:00       | Finale staffetta 4x100 m misti mista              |
| 31 luglio 2025 | 04:00       | Batterie 100 m stile libero femminili             |
| 31 luglio 2025 | 04:00       | Batterie 200 m dorso maschili                     |
| 31 luglio 2025 | 04:00       | Batterie 200 m rana femminili                     |
| 31 luglio 2025 | 04:00       | Batterie 200 m rana maschili                      |
| 31 luglio 2025 | 04:00       | Batterie staffetta 4x200 m stile libero femminile |
| 31 luglio 2025 | 13:00       | Finale 200 m farfalla femminile                   |
| 31 luglio 2025 | 13:00       | Semifinali 100 m stile libero femminili           |
| 31 luglio 2025 | 13:00       | Finale 100 m stile libero maschile                |
| 31 luglio 2025 | 13:00       | Finale 50 m dorso femminile                       |
| 31 luglio 2025 | 13:00       | Semifinali 200 m rana maschili                    |
| 31 luglio 2025 | 13:00       | Finale 200 m misti maschile                       |
| 31 luglio 2025 | 13:00       | Semifinali 200 m rana femminili                   |
| 31 luglio 2025 | 13:00       | Semifinale 200 m dorso maschile                   |
| 31 luglio 2025 | 13:00       | Finale staffetta 4x200 m stile libero femminile   |
| 1° agosto 2025 | 04:00       | Batterie 100 m farfalla maschili                  |
| 1° agosto 2025 | 04:00       | Batterie 200 m dorso femminili                    |
| 1° agosto 2025 | 04:00       | Batterie 50 m stile libero maschili               |
| 1° agosto 2025 | 04:00       | Batterie 50 m farfalla femminili                  |
| 1° agosto 2025 | 04:00       | Batterie staffetta 4x200 m stile libero maschile  |
| 1° agosto 2025 | 04:00       | Batterie 800 m stile libero femminili             |
| 1° agosto 2025 | 13:00       | Finale 100 m stile libero femminile               |
| 1° agosto 2025 | 13:00       | Semifinali 100 m farfalla maschili                |
| 1° agosto 2025 | 13:00       | Semifinali 200 m dorso femminili                  |
| 1° agosto 2025 | 13:00       | Semifinali 50 m stile libero maschili             |
| 1° agosto 2025 | 13:00       | Finale 200 m rana femminile                       |
| 1° agosto 2025 | 13:00       | Finale 200 m dorso maschile                       |
| 1° agosto 2025 | 13:00       | Semifinali 50 m farfalla femminili                |
| 1° agosto 2025 | 13:00       | Finale 200 m rana maschile                        |
| 1° agosto 2025 | 13:00       | Finale staffetta 4x200 m stile libero maschile    |
| 2 agosto 2025  | 04:00       | Batterie 50 m stile libero femminili              |
| 2 agosto 2025  | 04:00       | Batterie 50 m dorso maschili                      |
| 2 agosto 2025  | 04:00       | Batterie 50 m rana femminili                      |
| 2 agosto 2025  | 04:00       | Batterie staffetta 4x100 m stile libero mista     |
| 2 agosto 2025  | 04:00       | Batterie 1500 m stile libero maschili             |
| 2 agosto 2025  | 13:00       | Finale 50 m farfalla femminile                    |
| 2 agosto 2025  | 13:00       | Finale 50 m stile libero maschile                 |
| 2 agosto 2025  | 13:00       | Semifinali 50 m stile libero femminili            |
| 2 agosto 2025  | 13:00       | Semifinali 50 m rana femminili                    |
| 2 agosto 2025  | 13:00       | Finale 100 m farfalla maschile                    |
| 2 agosto 2025  | 13:00       | Finale 200 m dorso femminile                      |
| 2 agosto 2025  | 13:00       | Semifinali 50 m dorso maschili                    |
| 2 agosto 2025  | 13:00       | Finale 800 m stile libero femminile               |
| 2 agosto 2025  | 13:00       | Finale staffetta 4x100 m stile libero mista       |
| 3 agosto 2025  | 04:00       | Batterie 400 m misti maschili                     |
| 3 agosto 2025  | 04:00       | Batterie 400 m misti femminili                    |
| 3 agosto 2025  | 04:00       | Batterie staffetta 4x100 m misti femminile        |
| 3 agosto 2025  | 04:00       | Batterie staffetta 4x100 m misti maschile         |
| 3 agosto 2025  | 13:00       | Finale 50 m dorso maschile                        |
| 3 agosto 2025  | 13:00       | Finale 50 m rana femminile                        |
| 3 agosto 2025  | 13:00       | Finale 1500 m stile libero maschile               |
| 3 agosto 2025  | 13:00       | Finale 50 m stile libero femminile                |
| 3 agosto 2025  | 13:00       | Finale 400 m misti maschili                       |
| 3 agosto 2025  | 13:00       | Finale 400 m misti femminile                      |
| 3 agosto 2025  | 13:00       | Finale staffetta 4x100 m misti maschile           |
| 3 agosto 2025  | 13:00       | Finale staffetta 4x100 m misti femminile          |

## Podi

### Uomini
| Evento                          | Oro | Tempo    | Argento | Tempo    | Bronzo | Tempo    |
| ------------------------------- | --- | -------- | --- | -------- | --- | -------- |
| Stile libero                    | |          | |          | |          |
| 50 m (dettagli)                 | Cameron McEvoy | 21"14    | Benjamin Proud | 21"26    | Jack Alexy | 21"46    |
| 100 m (dettagli)                | David Popovici | 46"51    | Jack Alexy | 46"92    | Kyle Chalmers | 47"17    |
| 200 m (dettagli)                | David Popovici | 1'43"53  | Luke Hobson | 1'43"84  | Tatsuya Murasa | 1'44"54  |
| 400 m (dettagli)                | Lukas Märtens | 3'42"35  | Samuel Short | 3'42"37  | Kim Woo-min | 3'42"60  |
| 800 m (dettagli)                | Ahmed Jaouadi | 7'36"88  | Sven Schwarz | 7'39"96  | Lukas Märtens | 7'40"19  |
| 1500 m (dettagli)               | Ahmed Jaouadi | 14'34"41 | Sven Schwarz | 14'35"69 | Robert Finke | 14'36"60 |
| Dorso                           | |          | |          | |          |
| 50 m (dettagli)                 | Kliment Kolesnikov | 23"68    | Pieter Coetze Pavel Samusenko | 24"17    | non assegnata. |          |
| 100 m (dettagli)                | Pieter Coetze | 51"85    | Thomas Ceccon | 51"90    | Yohann Ndoye-Brouard | 51"92    |
| 200 m (dettagli)                | Hubert Kós | 1'53"19  | Pieter Coetze | 1'53"36  | Yohann Ndoye-Brouard | 1'54"62  |
| Rana                            | |          | |          | |          |
| 50 m (dettagli)                 | Simone Cerasuolo | 26"54    | Kirill Prigoda | 26"62    | Qin Haiyang | 26"67    |
| 100 m (dettagli)                | Qin Haiyang | 58"23    | Nicolò Martinenghi | 58"58    | Denis Petrašov | 58"88    |
| 200 m (dettagli)                | Qin Haiyang | 2'07"41  | Ippei Watanabe | 2'07"70  | Caspar Corbeau | 2'07"73  |
| Farfalla                        | |          | |          | |          |
| 50 m (dettagli)                 | Maxime Grousset | 22"48    | Noè Ponti | 22"51    | Thomas Ceccon | 22"67    |
| 100 m (dettagli)                | Maxime Grousset | 49"62    | Noè Ponti | 49"83    | Ilya Kharun | 50"07    |
| 200 m (dettagli)                | Luca Urlando | 1'51"87  | Krzysztof Chmielewski | 1'52"64  | Harrison Turner | 1'54"17  |
| Misti                           | |          | |          | |          |
| 200 m (dettagli)                | Léon Marchand | 1'53"68  | Shaine Casas | 1'54"30  | Hubert Kós | 1'55"34  |
| 400 m (dettagli)                | Léon Marchand | 4'04"73  | Tomoyuki Matsushita | 4'08"32  | Il'ja Borodin | 4'09"16  |
| Staffette                       | |          | |          | |          |
| 4x100 m stile libero (dettagli) | Australia Flynn Southam (47"77) Kai Taylor (47"04) Maximillian Giuliani (47"63) Kyle Chalmers (46"53)                                                     | 3'08"97  | Italia Carlos D'Ambrosio (47"78) Thomas Ceccon (47"10) Lorenzo Zazzeri (47"36) Manuel Frigo (47"34) Leonardo Deplano*                    | 3'09"58  | Stati Uniti Jack Alexy (47"24) Patrick Sammon (47"03) Chris Guiliano (47"43) Jonathan Kulow (47"94) Shaine Casas* Destin Lasco*   | 3'09"64  |
| 4x200 m stile libero (dettagli) | Gran Bretagna Matthew Richards (1'45"37) James Guy (1'45"00) Jack McMillan (1'45"65) Duncan Scott (1'43"82) Evan Jones* Thomas Dean*                      | 6'59"84  | Cina Ji Xinjie (1'46"22) Pan Zhanle (1'44"41) Wang Shun (1'46"08) Zhang Zhanshuo (1'44"20) Fei Liwei*                                    | 7'00"91  | Australia Flynn Southam (1'45"85) Charlie Hawke (1'45"57) Kai Taylor (1'44"64) Maximillian Giuliani (1'44"64) Edward Sommerville* | 7'00"98  |
| 4x100 m misti (dettagli)        | Atleti Neutrali B Miron Lifincev (52"44) Kirill Prigoda (57"92) Andrej Minakov (50"17) Egor Kornev (47"40) Kliment Kolesnikov* Ivan Kozhakin* Ivan Girëv* | 3'26"93  | Francia Yohann Ndoye-Brouard (52"26) Léon Marchand (58"44) Maxime Grousset (49"27) Yann Le Goff (47"99) Jérémie Delbois* Clément Secchi* | 3'27"96  | Stati Uniti Tommy Janton (53"37) Josh Matheny (59"00) Dare Rose (50"30) Jack Alexy (45"95) Campbell McKean*                       | 3'28"62  |

### Donne
| Evento                          | Oro | Tempo    | Argento | Tempo    | Bronzo | Tempo    |
| ------------------------------- | --- | -------- | --- | -------- | --- | -------- |
| Stile libero                    | |          | |          | |          |
| 50 m (dettagli)                 | Meg Harris | 24"02    | Wu Qingfeng | 24"26    | Cheng Yujie | 24"28    |
| 100 m (dettagli)                | Marrit Steenbergen | 52"56    | Mollie O'Callaghan | 52"67    | Torri Huske | 52"89    |
| 200 m (dettagli)                | Mollie O'Callaghan | 1'53"48  | Li Bingjie | 1'54"52  | Claire Weinstein | 1'54"67  |
| 400 m (dettagli)                | Summer McIntosh | 3'56"26  | Li Bingjie | 3'58"21  | Katie Ledecky | 3'58"49  |
| 800 m (dettagli)                | Katie Ledecky | 8'05"62  | Lani Pallister | 8'05"98  | Summer McIntosh | 8'07"29  |
| 1500 m (dettagli)               | Katie Ledecky | 15'26"44 | Simona Quadarella | 15'31"79 | Lani Pallister | 15'41"18 |
| Dorso                           | |          | |          | |          |
| 50 m (dettagli)                 | Katharine Berkoff | 27"08    | Regan Smith | 27"25    | Wan Letian | 27"30    |
| 100 m (dettagli)                | Kaylee McKeown | 57"16    | Regan Smith | 57"35    | Katharine Berkoff | 58"15    |
| 200 m (dettagli)                | Kaylee McKeown | 2'03"33  | Regan Smith | 2'04"29  | Claire Curzan | 2'06"04  |
| Rana                            | |          | |          | |          |
| 50 m (dettagli)                 | Rūta Meilutytė | 29"55    | Tang Qianting | 30"03    | Benedetta Pilato | 30"14    |
| 100 m (dettagli)                | Anna Elendt | 1'05"19  | Kate Douglass | 1'05"27  | Tang Qianting | 1'05"64  |
| 200 m (dettagli)                | Kate Douglass | 2'18"50  | Evgenija Čikunova | 2'19"96  | Kaylene Corbett Alina Zmushka | 2'23"52  |
| Farfalla                        | |          | |          | |          |
| 50 m (dettagli)                 | Gretchen Walsh | 24"83    | Alexandria Perkins | 25"31 =  | Roos Vanotterdijk | 25"43    |
| 100 m (dettagli)                | Gretchen Walsh | 54"73    | Roos Vanotterdijk | 55"84    | Alexandria Perkins | 56"33    |
| 200 m (dettagli)                | Summer McIntosh | 2'01"99  | Regan Smith | 2'04"99  | Elizabeth Dekkers | 2'06"12  |
| Misti                           | |          | |          | |          |
| 200 m (dettagli)                | Summer McIntosh | 2'06"69  | Alexandra Walsh | 2'08"58  | Mary-Sophie Harvey | 2'09"15  |
| 400 m (dettagli)                | Summer McIntosh | 4'25"78  | Jenna Forrester Mio Narita | 4'33"26  | non assegnata. |          |
| Staffette                       | |          | |          | |          |
| 4x100 m stile libero (dettagli) | Australia Mollie O'Callaghan (52"79) Meg Harris (51"87) Milla Jansen (52"89) Olivia Wunsch (53"05) Abbey Webb* Hannah Casey*                                    | 3'30"60  | Stati Uniti Simone Manuel (53"09) Kate Douglass (51"90) Erin Gemmell (53"17) Torri Huske (52"88) Anna Moesch*                                          | 3'31"04  | Paesi Bassi Milou van Wijk (53"27) Tessa Giele (54"13) Sam van Nunen (54"85) Marrit Steenbergen (51"64) Femke Spiering*                 | 3'33"89  |
| 4x200 m stile libero (dettagli) | Australia Lani Pallister (1'54"77) Jamie Perkins (1'55"13) Brittany Castelluzzo (1'56"01) Mollie O'Callaghan (1'53"44) Abbey Webb* Milla Jansen* Hannah Casey*  | 7'39"35  | Stati Uniti Claire Weinstein (1'54"83) Anna Peplowski (1'54"75) Erin Gemmell (1'56"72) Katie Ledecky (1'53"71) Simone Manuel* Anna Moesch* Bella Sims* | 7'40"01  | Cina Liu Yaxin (1'54"94) Yang Peiqi (1'55"84) Yu Yiting (1'56"37) Li Bingjie (1'54"84) Yu Zidi* Wu Qingfeng*                            | 7'42"99  |
| 4x100 m misti (dettagli)        | Stati Uniti Regan Smith (57"57) Kate Douglass (1'04"27) Gretchen Walsh (54"98) Torri Huske (52"52) Katharine Berkoff* Lilly King* Claire Curzan* Simone Manuel* | 3'49"34  | Australia Kaylee McKeown (57"69) Ella Ramsay (1'06"49) Alexandria Perkins (56"29) Mollie O'Callaghan (52"23) Sienna Toohey*                            | 3'52"67  | Cina Peng Xuwei (59"94) Tang Qianting (1'05"48) Zhang Yufei (56"32) Cheng Yujie (53"03) Wan Letian* Yang Chang* Yu Yiting* Wu Qingfeng* | 3'54"77  |

### Misto
| Evento                          | Oro | Tempo   | Argento | Tempo   | Bronzo | Tempo   |
| ------------------------------- | --- | ------- | --- | ------- | --- | ------- |
| Staffette                       | |         | |         | |         |
| 4x100 m stile libero (dettagli) | Stati Uniti Jack Alexy (46"91) Patrick Sammon (46"70) Kate Douglass (52"43) Torri Huske (52"44) Chris Guiliano* Jonathan Kulow* Simone Manuel*           | 3'18"48 | Atleti Neutrali B Egor Kornev (47"69) Ivan Girëv (47"08) Daria Trofimova (52"42) Daria Klepikova (52"49) Vladislav Grinëv* Alina Gaifutdinova* Milana Stepanova* | 3'19"68 | Francia Maxime Grousset (47"62) Yann Le Goff (47"77) Marie Wattel (52"74) Béryl Gastaldello (53"22) Rafael Fente-Damers* Albane Cachot* | 3'21"35 |
| 4x100 m misti (dettagli)        | Atleti Neutrali B Miron Lifincev (51"78) Kirill Prigoda (57"56) Daria Klepikova (55"97) Daria Trofimova (52"66) Danil Semianinov* Aleksandra Kuznetsova* | 3'37"97 | Cina Xu Jiayu (53"23) Qin Haiyang (58"14) Zhang Yufei (55"96) Wu Qingfeng (52"66) Dong Zhihao* Yu Yiting* Cheng Yujie*                                           | 3'39"99 | Canada Kylie Masse (58"69) Oliver Dawson (59"53) Joshua Liendo (49"64) Taylor Ruck (52"94) Ingrid Wilm* Brooklyn Douthwright*           | 3'40"97 |

## Medagliere
| Pos.   | Paese                         | Oro | Argento | Bronzo | Totale |
| ------ | ----------------------------- | --- | ------- | ------ | ------ |
| 1      | Stati Uniti                   | 9   | 11      | 9      | 29     |
| 2      | Australia                     | 8   | 6       | 6      | 20     |
| 3      | Francia                       | 4   | 1       | 3      | 8      |
| 4      | Canada                        | 4   | 0       | 4      | 8      |
| 5      | Atleti Neutrali Autorizzati B | 3   | 4       | 1      | 8      |
| 6      | Cina                          | 2   | 6       | 6      | 14     |
| 7      | Germania                      | 2   | 2       | 1      | 5      |
| 8      | Romania                       | 2   | 0       | 0      | 2      |
| 8      | Tunisia                       | 2   | 0       | 0      | 2      |
| 10     | Italia                        | 1   | 4       | 2      | 7      |
| 11     | Sudafrica                     | 1   | 2       | 1      | 4      |
| 12     | Gran Bretagna                 | 1   | 1       | 0      | 2      |
| 13     | Paesi Bassi                   | 1   | 0       | 2      | 3      |
| 14     | Ungheria                      | 1   | 0       | 1      | 2      |
| 15     | Lituania                      | 1   | 0       | 0      | 1      |
| 16     | Giappone                      | 0   | 3       | 1      | 4      |
| 17     | Svizzera                      | 0   | 2       | 0      | 2      |
| 18     | Belgio                        | 0   | 1       | 1      | 2      |
| 19     | Polonia                       | 0   | 1       | 0      | 1      |
| 20     | Kirghizistan                  | 0   | 0       | 1      | 1      |
| 20     | Atleti Neutrali Autorizzati A | 0   | 0       | 1      | 1      |
| 20     | Corea del Sud                 | 0   | 0       | 1      | 1      |
| Totale | Totale                        | 42  | 44      | 41     | 127    |